# Кузбасский музыкальный колледж
Кузбасский музыкальный колледж (КМК) — музыкальное среднее специальное учебное заведение в городе Кемерово.

## История училища
19 октября 1944 года в Кемерове было открыто Кемеровское музыкальное училище, которое разместили в здание бывшего магазина. Организатором училища был М. М. Федосеев, который впоследствии стал директором. С 1944 по 1949 гг. училище не имело постоянного места. За эти годы оно было переведено в здание областного военкомата, потом во Дворец культуры Кировского района, и к 1949 году было размещено в общежитие по Рекордной улице. В 1964 году училище получило постоянное место на Спортивной улице 93, на которой находится и по сегодняшний день.
Большую роль в становлении училища сыграло развитие культурной отрасли в Кузбассе. В Кемерове во время Великой Отечественной войны был создан концертно-эстрадный коллектив (КЭБ), который в дальнейшем, был преобразован в Кемеровскую филармонию, В то же время из Новосибирска был отправлен коллектив музыкального театра в Прокопьевск, с последующим переводом его в Кемерово, где на его базе был создан Музыкальный театр Кузбасса. Музыкальное училище также способствовало открытию детских музыкальных школ в Кемерове.
Первый праздничный концерт училища был дан 23 февраля 1945 года силами студентов и учителей. Основу педагогического коллектива училища составили фронтовики, которые проходили лечение в Кемеровском госпитале.
Основными направлениями деятельности училища были подготовка квалифицированных кадров музыкантов и просветительская работа. С 1955 музыкальное училище стало центром методической работы в области, где на его базе проводились методические конференции, конкурсы учащихся из разных музыкальных училищ Сибири.
Сегодня Кемеровский областной музыкальный колледж является одним из ведущих, из его стен вышли замечательные музыканты, такие как: композитор Г. Мовсесян, профессор музыкальной академии Гнесиных Георгий Федоренко, лауреат Международного конкурса исполнителей на народных инструментах Михаил Рейнгардт, заслуженный артист России Гельмут Дизендорф, солистка Сиднейского оперного театра Ольга Головашова, солистка Пражского национального театра Марина Домашенко, солистка Белградского камерного хора Людмила Гросс и другие.
В 1993 году Кемеровское музыкально училище было переименовано в Кемеровский музыкальный колледж, а в 2015 — Кемеровский областной музыкальный колледж.
В августе 2021 года ГАПОУ «Кемеровский областной музыкальный колледж» был переименован в ГАПОУ «Кузбасский музыкальный колледж»
За время существования училища к 1994 году было выпущено 2169 человек.
В период с 2024 по 2025 год в рамках реализации государственной программы Кемеровской области «Жилищная и социальная инфраструктура Кузбасса на 2014-2025 годы» здание колледжа капитально отремонтируют.

## Образование по специальностям
- Теория музыки
- Инструментальное исполнительство (Фортепиано, инструменты народного оркестра, оркестровые струнные инструменты, оркестровые духовые и ударные инструменты)
- Вокальное искусство
- Хоровое дирижирование

## Творческие коллективы
В музыкальном колледже работают известные в Кемерово и Кемеровской области студенческие коллективы:
- Оркестр русских народных инструментов
- Академический хор студентов
- Вокальный ансамбль «Канцона»
- Симфонический оркестр

Студенты активно принимают участие в концертной жизни региона. Коллективы колледжа выступают в музыкальных и общеобразовательных учебных заведениях, детских домах, библиотеках, Домах культуры, театрах а также Государственной филармонии Кузбасса им. Штоколова. Высокую оценку имеют Академический хор студентов, вокальный ансамбль «Канцона» и Оркестр русских народных инструментов (все коллективы имеют звания Лауреат многих городских, областных и международных конкурсов).